# Repatriación de los restos de Juan Manuel de Rosas

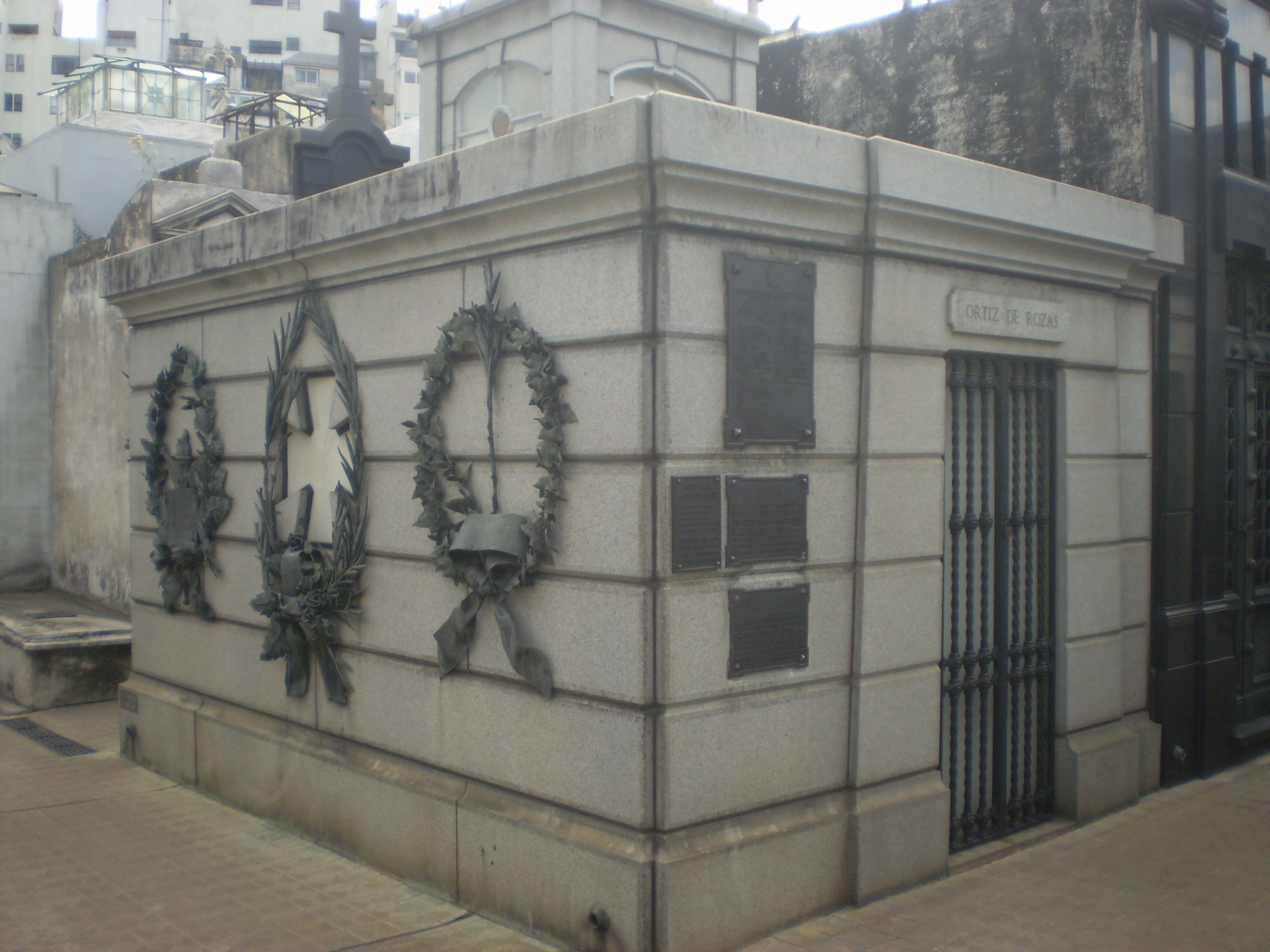
Mausoleo de Juan Manuel de Rosas en el cementerio de la Recoleta.

La repatriación de los restos de Juan Manuel de Rosas consistió en una serie de intentos de transportar de vuelta a la Argentina los restos mortales de quien fuera gobernador de la provincia de Buenos Aires y encargado de las relaciones exteriores de la Confederación Argentina durante las guerras civiles del siglo XIX. Después de su derrota en la batalla de Caseros, Rosas pasó la última parte de su vida exiliado en Southampton –Inglaterra–, donde falleció en 1877. Fue entonces enterrado en un cementerio de aquella localidad, aunque después de varias tentativas fallidas su cuerpo fue repatriado en 1989 a su país natal y recibió sepultura definitivamente en el cementerio de la Recoleta.

## Muerte de Rosas
Durante su mandato como gobernador de la provincia de Buenos Aires, que se extendió durante los periodos de 1829-1832 y 1835-1852, Juan Manuel de Rosas ganó renombre cuando consiguió repeler la intervención anglo-francesa en la batalla de la Vuelta de Obligado en 1845. Paralelamente, en aquella época se libraban en la Argentina unas guerras civiles que enfrentaban a federales y unitarios, siendo Rosas líder de los primeros. Cuando Justo José de Urquiza, gobernador de la provincia de Entre Ríos, precipitó la dimisión de Rosas con su victoria en Caseros, el político depuesto fue evacuado por un buque de guerra británico y trasladado a Southampton, donde permaneció el resto de su vida. Allí murió el 14 de marzo de 1877, siendo inhumado en el cementerio viejo de Southampton. En previsión de que se produjeran manifestaciones rosistas, el Gobierno argentino prohibió cualquier conmemoración en su honor y, en su lugar, organizó una misa en recuerdo de las personas que murieron durante la época de Rosas.
Con Rosas fuera del país, los unitarios regresaron a Buenos Aires y emprendieron una política destinada a obliterar o denigrar su legado y confiscar sus propiedades entre acusaciones de alta traición. Bartolomé Mitre, quien había combatido en Caseros, fue partícipe de esta campaña a través de las primeras obras historiográficas de la Argentina, con un alto sesgo negativo contra Rosas y otros caudillos. Sin embargo, esta perspectiva historiográfica fue pronto confrontada a finales del siglo XIX por académicos revisionistas como Adolfo Saldías y Ernesto Quesada, quienes describieron a Rosas bajo una luz más positiva.

## Proyectos de repatriación

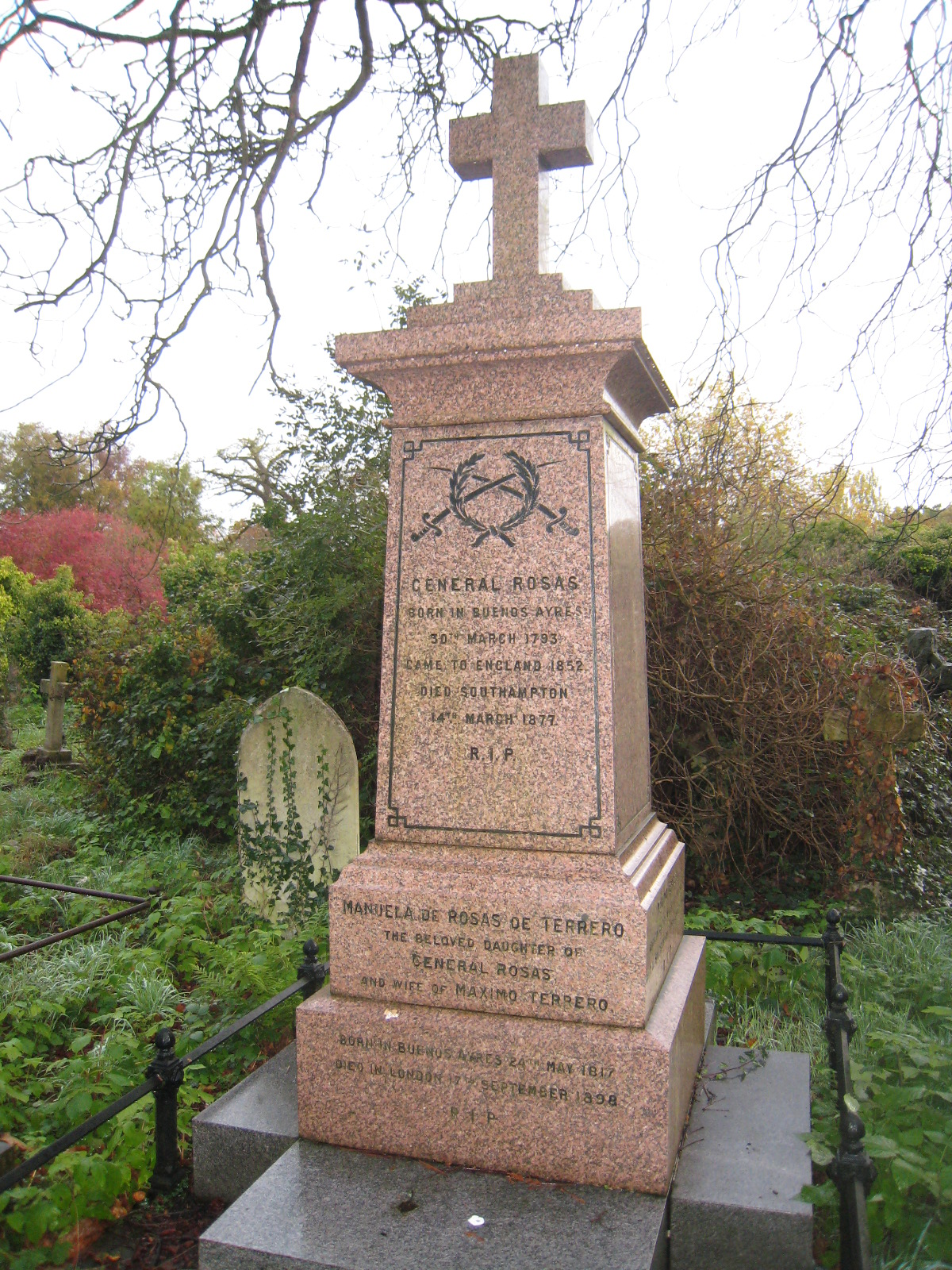
Lápida de Rosas en el cementerio viejo de Southampton.

Anticipándose a la controversia sobre el destino de sus restos, Rosas determinó en su testamento que éstos no debían volver a la Argentina «hasta que en mi patria se reconozca y acuerde por el Gobierno la justicia debida a mis servicios». La revaluación sobre su figura entretanto continuó creciendo, especialmente en las décadas de 1920 y 1930, y en esta última tuvo lugar la fundación de un Comité Pro-Repatriación de Rosas. A consecuencia de la Revolución del 43, los investigadores revisionistas obtuvieron reconocimiento por parte de las nuevas autoridades, pero lo perdieron durante las primeras presidencias de Juan Domingo Perón, quien trató de evitar disputas ideológicas en este campo. Sin embargo, la postura de Perón cambió cuando el golpe militar de la denominada Revolución Libertadora le depuso y envió al exilio, pues en la década de 1960 se convirtió en un abierto partidario del revisionismo y ayudó a Manuel de Anchorena en los renovados esfuerzos del Comité Pro-Repatriación.
Perón retornó del exilio y asumió de nuevo la presidencia en 1973, nombrando a Anchorena embajador en el Reino Unido con instrucciones de negociar la repatriación del cuerpo de Rosas. El Gobierno británico accedió a autorizarla, y el Congreso de la Nación Argentina aprobó una resolución a tal efecto. El traslado era inminente, pero el país se sumió en un período convulso: Perón murió en 1974 y su esposa María Estela Martínez de Perón no pudo mantener bajo control la guerra sucia, de modo que un nuevo golpe castrense depuso a la presidenta e instauró una dictadura de 7 años conocida como Proceso de Reorganización Nacional. El proceso de repatriación fue en consecuencia detenido, desconociéndose si por orden de los militares o del mismo Comité.
Las elecciones de 1983 significaron el final de la dictadura y el ascenso a la presidencia de Raúl Alfonsín, quien no obstante no tomó ninguna medida encaminada a reanudar el retorno de los restos de Juan Manuel de Rosas.

## Repatriación final
Alfonsín fue sucedido por el peronista Carlos Menem en 1989, en medio de una crisis económica. El presidente anunció que el principal cometido de su mandato sería la reconciliación nacional y el fin de las dicotomías que antaño asolaron el país, afirmando querer ser «el presidente de la Argentina de Rosas y de Sarmiento, de Mitre y de Facundo». Con esta idea en mente, Menem dio el impulso definitivo al proyecto de repatriación de Rosas: el cuerpo sería extraído del cementerio de Southampton, colocado en un nuevo ataúd en Francia y transportado en avión a la Argentina.
Hubo planes para emplazar el féretro en la Catedral metropolitana de Buenos Aires, junto al de José de San Martín, pero una regulación papal de 1982 prohibía enterrar dentro de catedrales a personas que no fuesen papas, arzobispos y cardenales. El Comité Pro-Repatriación intentó en vano eludir la regulación y, como resultado, el ataúd terminó instalado en el cementerio de la Recoleta.
Los restos de Rosas fueron recibidos en Francia con las dignidades de un jefe de Estado: alfombra roja, honores militares completos y bandera a media asta. En la Argentina, el diario La Nación –fundado por Bartolomé Mitre– declaró que no se oponía a la repatriación, y el 30 de septiembre de 1989 tuvo lugar una gran procesión que contó con la presencia tanto de los descendientes de Rosas como de los de sus enemigos, quienes marcharon juntos en paz.